# Muchas gracias maestro
 Muchas gracias maestro es una película documental de Argentina filmada en Eastmancolor dirigida por Luis Segura según su propio guion que comenzó a filmarse en 1993 pero no llegó a terminarse. Tuvo como protagonistas principales a Osvaldo Pugliese, Arturo Bonín, Marta Bianchi y Luis Brandoni. 
La Secretaría de Cultura de la Nación declaró la película de Interés Cultural Nacional y el Instituto Nacional de Cine y Artes Audiovisuales (INCAA) le otorgó un crédito pero el aumento de costos tornó imposible la total terminación de postproducción técnica.

## Sinopsis
La película tiene como tema la vida del músico de tango Osvaldo Pugliese (1905-1995).

## Reparto
- Osvaldo Pugliese
- Arturo Bonín
- Marta Bianchi
- Luis Brandoni
- Tincho Zabala
- Beba Pugliese
- Cacho Espíndola
- Pablo Shilton …Amigo de Pugliese
- Tato Bores
- Sandro
- Héctor Alterio
- Carlos Carella
- Héctor Larrea
- Víctor Laplace
- Aldo Barbero
- Fernando Siro
- Claudio Aloia
- Ricardo Bauleo
- Carlos Portaluppi
- Viviana Segade
- Myriam Strat

## Comentarios
En la época del rodaje, Pugliese declaró:

«Tardé mucho en convencerme de que debía interpretar esta película. Y aquí estoy, recordando mi existencia frente a una cámara. En ella se verán la etapa de mi niñez en Villa Crespo, mi pasión por el tango, mis padres, los músicos que me acompañaron, mi llegada al disco y a la radio, mis avatares en la política y sobre todo, el cariño del público están reflejados aquí»

Su director decía por entonces: "La idea fundamental de esta realización se origina en rendir un homenaje a Pugliese, uno de los más grandes cultores de la música popular argentina".
Durante el filme se interpretaban 14 obras musicales, incluyendo dos tangos de Pugliese que estaban inéditos: Compañera y Tokio luminoso.

## Locaciones
Entre las locaciones elegidas para el rodaje se encontraban la Cámara de Diputados de la Nación, Casa del Tango del Abasto, el Club Italiano de Caballito donde actuó en su primer baile, la comisaría de Dock Sud (donde Pugliese estuvo preso sin proceso durante el gobierno de Juan Domingo Perón), la Legislatura de la Ciudad de Buenos Aires, Plaza de los dos Congresos y Plaza de Mayo. También hay escenas en que pueden verse barrios vinculados al tango como Barracas, La Boca, barrio Constitución, Mataderos  y Palermo Viejo. 
El filme incluye un mensaje de Osvaldo Pugliese en la Plaza de Mayo defendiendo la Cultura Nacional y Popular y parte de la actuación del maestro en el Teatro Colón de Buenos Aires del 26 de diciembre de 1985.